# Maison forte de Monthoux
La maison forte de Monthoux ou de Montou est une maison forte du XIIIe siècle dont les vestiges se dressent sur la commune de Saint-Jean-de-Chevelu dans le département de la Savoie en région Auvergne-Rhône-Alpes.

## Situation
Les vestiges de la maison forte de Monthoux sont situés dans le département français de la Savoie sur la commune Saint-Jean-de-Chevelu, sur une plate-forme au hameau de Monthoux, à 1 kilomètre, au nord-nord-est du bourg.

## Histoire
La maison forte est mentionnée au XIIIe siècle et elle est la possession de la famille de Montou. Un Martin de Montou, en 1266, avec Amédée de Gémilieu, est témoin à Yenne. En 1440, on relève Philibert de Montou, et, Amédée de Montou figure, en compagnie de Turpin de Champrovent, écuyer, dans un acte daté du 15 juin 1444. Cette famille semble disparaître après cette date et laisser place à celle de Champ-Rond ou Champrond, originaire du hameau de Champrond voisin. Cette dernière le conserve jusqu'à l'occupation française en 1794.
Parmi les membres cités : en 1471 noble Jacques de Champrond (de Camporotondo) ; en 1483, Claude de Champrond, dans un acte de fidélité des habitants d'Yenne au duc Charles Ier de Savoie ; en 1484, Pompée de Champrond ; vers 1560, Louis de Champrond ; en 1580, son fils Jacques de Champrond, et, en 1600, Pompée de Champrond, fils de Jacques. Ceux-ci semblent être les derniers représentants de cette famille et le fief revenir au duc.
Le château est démantelé à la Révolution française en application de l'arrêté du 8 pluviôse an II (27 janvier 1794) du représentant Albitte. Le 12 germinal (1er avril 1794) le citoyen Maxime Sevez, envoyé par l'agent national près le district de Chambéry, Morel, pour vérifier la destruction des clochers, tours et châteaux, invite la municipalité à réquisitionner des ouvriers pour œuvrer à la démolition du château mentionné comme étant le château de Champrond.

## Description
La maison forte qui date du XIVe, abritait vers 1950, des bâtiments agricoles.